# Liste der Baudenkmäler in Greifenberg
Auf dieser Seite sind die Baudenkmäler in der oberbayerischen Gemeinde Greifenberg zusammengestellt. Diese Tabelle ist eine Teilliste der Liste der Baudenkmäler in Bayern. Grundlage ist die Bayerische Denkmalliste, die auf Basis des Bayerischen Denkmalschutzgesetzes vom 1. Oktober 1973 erstmals erstellt wurde und seither durch das Bayerische Landesamt für Denkmalpflege geführt wird. Die folgenden Angaben ersetzen nicht die rechtsverbindliche Auskunft der Denkmalschutzbehörde.

## Baudenkmäler nach Ortsteilen

### Greifenberg
| Lage                                                                                      | Objekt                                               | Beschreibung | Akten-Nr.              | Bild                  |
| ----------------------------------------------------------------------------------------- | ---------------------------------------------------- | --- | ---------------------- | --------------------- |
| Bergstraße 9 (Standort)                                                                   | Ehemaliges Bauernhaus                                | Satteldachbau mit verbrettertem Giebel und Stüberlvorbau, im Kern 18. und Mitte 19. Jahrhundert | D-1-81-123-2 Wikidata  | Ehemaliges Bauernhaus |
| Gewerbering (Standort)                                                                    | Steinkreuz                                           | spätmittelalterliches Tuffkreuz; nördlich der B 12 | D-1-81-123-8 Wikidata  | weitere Bilder        |
| Hauptstraße 18; Hauptstraße 12; In Greifenberg; Hauptstraße 14; Hauptstraße 16 (Standort) | Schloss                                              | dreigeschossige Vierflügelanlage um Innenhof, nach Nordosten turmartiger Vorbau mit Durchfahrt, im Südosten Schlosskapelle St. Georg, über mittelalterlichem Kern nach Brand neu errichtet von Leonhard Matthäus Gießl, 1760–66; mit Ausstattung; Ehemaliges Verwaltergebäude, mächtiger zweigeschossiger Walmdachbau über annähernd quadratischem Grundriss, 2. Hälfte 18. Jahrhundert; Ehemalige Stallungen, Durchfahrt und Gärtnerhaus, jetzt Wohnnutzung, ein- und zweigeschossige Satteldachbauten, an das Verwaltergebäude im Osten anschließend, 2. Hälfte 18. Jahrhundert; Stadel, Walmdachbau in Ständerriegelbauweise, nach 1843; Ehemaliges Jägerhaus mit Backhaus, zweigeschossiger Satteldachbau mit eingeschossigem Satteldachanbau, 18./19. Jahrhundert; Ehemaliges Backhaus, jetzt Teil des Gewächshauses, erdgeschossiger Satteldachbau mit stattlichem, seitlichem Kamin, nach 1843; Ehemaliger Stadel, jetzt Garage und Büro, mächtiger Mansarddachbau, letztes Viertel 18. Jahrhundert; Pavillon, Oktogon mit neugotischer Fenster- und Türenausstattung, um 1860/70; Richterstuhl, Sitz aus Sandstein an der Schlossauffahrt, bezeichnet 1442 | D-1-81-123-4 Wikidata  | weitere Bilder        |
| Hauptstraße 19 (Standort)                                                                 | Wohnhaus                                             | langgestreckter Satteldachbau, zwei Haustüren mit neugotischem Schnitzdekor, im Kern 18. Jahrhundert und um 1865. | D-1-81-123-5 Wikidata  | weitere Bilder        |
| Hauptstraße 31 a (Standort)                                                               | Katholische Kapelle Unseres Herren Ruhe              | oktogonaler Zentralbau mit Dachreiter, 1697, und rechtwinkligem Anbau, 1820; mit Ausstattung | D-1-81-123-1 Wikidata  | weitere Bilder        |
| Hauptstraße 34 (Standort)                                                                 | Katholische Pfarrkirche Maria Unbefleckte Empfängnis | schlichter verputzter Betonskelettbau mit Ziegelausfachung und zugeordnetem Campanile, der Saalraum mit Fensterband unter der Traufe und südlich beigeordnetem Seitenschiff, von Alexander von Branca, 1958/59; mit Ausstattung | D-1-81-123-15 Wikidata | weitere Bilder        |
| Hauptstraße 49 (Standort)                                                                 | Ehemaliges Kleinbauernhaus                           | Satteldachbau, im Kern Anfang 18. Jahrhundert, mehrfach umgebaut | D-1-81-123-6 Wikidata  | weitere Bilder        |
| Nähe Hauptstraße (Standort)                                                               | Ehemalige Tankstelle                                 | halbverglaster Kassenraum über rechtwinkligem Grundriss mit gerundetem Flugdach auf schlanker Pilzstütze, um 1950–60 | D-1-81-123-16 Wikidata | weitere Bilder        |
| Untere Hanget (Standort)                                                                  | Steinkreuz                                           | spätmittelalterliches Tuffkreuz; südlich nach der Windachbrücke | D-1-81-123-9 Wikidata  | weitere Bilder        |

### Beuern
| Lage                    | Objekt                              | Beschreibung | Akten-Nr.              | Bild           |
| ----------------------- | ----------------------------------- | --- | ---------------------- | -------------- |
| Dorfstraße 5 (Standort) | Katholische Pfarrkirche St. Michael | Saalbau mit halbrundem Chor, Chorflankenturm und Gruftkapelle, Sattelturm 2. Hälfte 15. Jahrhundert, Langhaus und Chor von Joseph Schmuzer 1725; mit Ausstattung | D-1-81-123-10 Wikidata | weitere Bilder |
| Dorfstraße 7 (Standort) | Ehemaliges Pfarrhaus                | zweigeschossiger Satteldachbau, im Kern Ende 17. und Mitte 18. Jahrhundert; Pfarrstadel, langgezogener Satteldachbau aus unverputzten Ziegelsteinen, 1854        | D-1-81-123-11 Wikidata | weitere Bilder |

### Painhofen
| Lage                   | Objekt     | Beschreibung                                                             | Akten-Nr.              | Bild           |
| ---------------------- | ---------- | ------------------------------------------------------------------------ | ---------------------- | -------------- |
| Painhofen 1 (Standort) | Hofkapelle | kleiner rechteckiger Satteldachbau mit Dachreiter, 1901; mit Ausstattung | D-1-81-123-12 Wikidata | weitere Bilder |
| Painhofen 1 (Standort) | Haustür    | Holztür mit geschnitztem Dekor, bezeichnet 1842                          | D-1-81-123-13          | Haustür        |

## Ehemalige Baudenkmäler
In diesem Abschnitt sind Objekte aufgeführt, die früher einmal in der Denkmalliste eingetragen waren, jetzt aber nicht mehr. Objekte, die in anderem Zusammenhang also z. B. als Teil eines Baudenkmals weiter eingetragen sind, sollen hier nicht aufgeführt werden. Aktennummern in diesem Abschnitt sind ehemalige, jetzt nicht mehr gültige Aktennummern.

| Lage                   | Objekt                | Beschreibung                                                                                            | Akten-Nr. | Bild           |
| ---------------------- | --------------------- | --- | --------- | -------------- |
| Gartenweg 1 (Standort) | Ehemaliges Bauernhaus | mit verschaltem Giebel und Söller, im Kern 17./18. Jahrhundert, Flurnummer 1, Gemarkung Greifenberg.    |           | BW             |
| (Standort)             | Theresienbad          | Kernbau, ehemals Badehaus, nach 1833; jetzt Werkstatt und Keller. Flurnummer 97, Gemarkung Greifenberg. |           | weitere Bilder |